# دیمیتریوس نیکولایدیس
دیمیتریوس نیکولایدیس (انگلیسی: Dimitrios Nikolaidis؛ زادهٔ ۱۰ ژوئن ۱۹۹۹) بازیکن واترپلو اهل یونان است.